# Chiesa di San Francesco (Guardiagrele)
La chiesa di San Francesco, nota come santuario di San Nicola Greco si trova a Guardiagrele, in provincia di Chieti. Faceva parte di un complesso conventuale che attualmente ospita il municipio cittadino e nel 1902 è stato nominato monumento nazionale.

## Storia

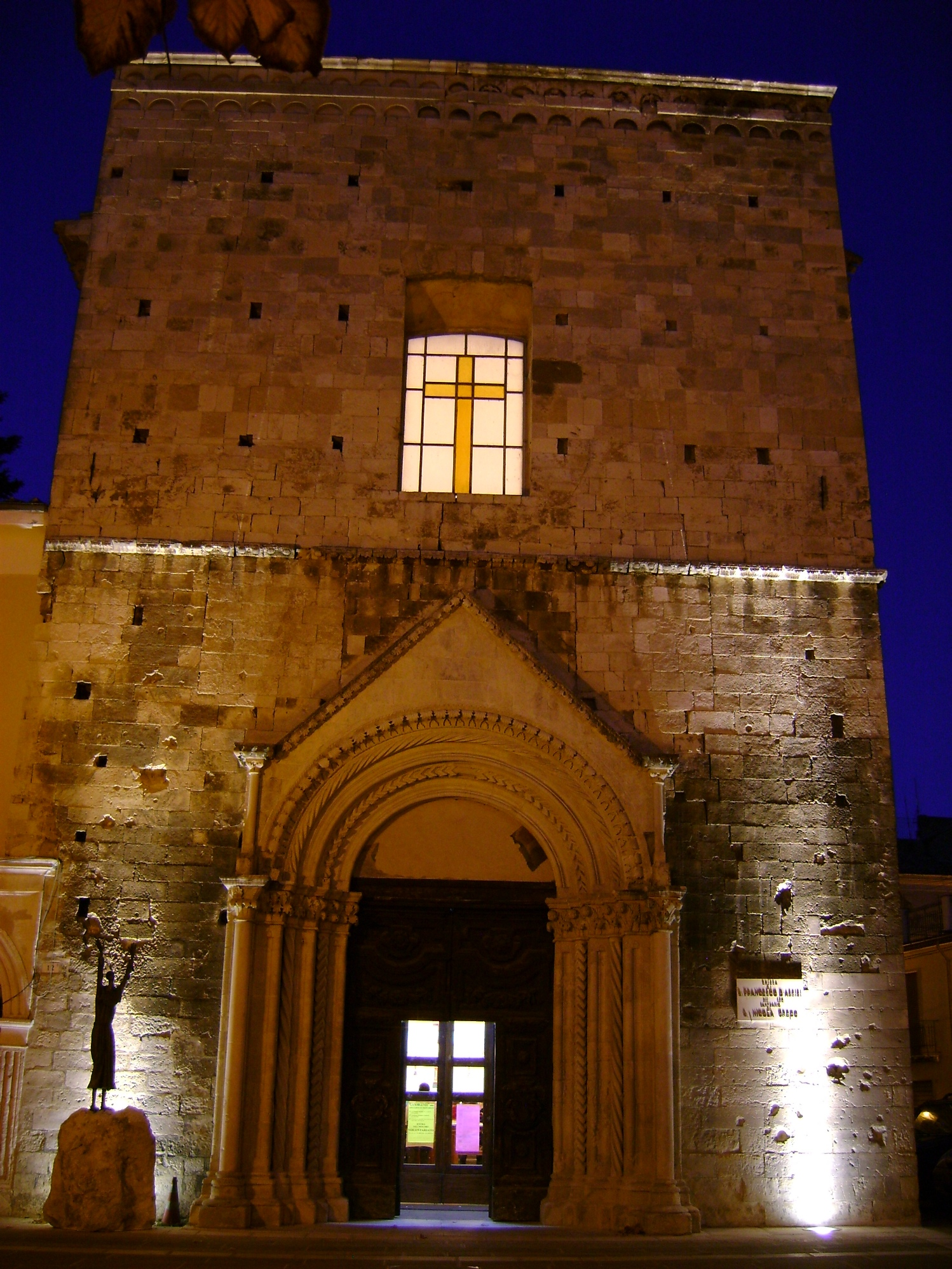
La facciata

La storia della chiesa di San Francesco ebbe inizio nel 1276, quando la contessa Tommasa di Palearia concesse ai francescani di spostarsi in prossimità dell'abitato, occupando i locali dell'antica chiesetta di San Siro, che i frati intitolarono al Santo di Assisi.
Grazie agli aiuti della famiglia Orsini, che sostituirono i Palearia nel controllo di Guardiagrele, l'importanza del convento si incrementò rapidamente, soprattutto nell'ambiente urbano. Intorno al 1320 venne realizzato il portale gotico della scuola di Francesco Petrini di Lanciano Infatti nel 1340 circa Napoleone I Orsini donò al convento le reliquie di San Nicola Greco, prelevandole dal suo feudo di Castrum Pratae vicino Casoli. Mentre il nipote, Napoleone II, arricchì ed abbellì l'edificio, dando ordine di esservi sepolto, nella cappella di San Leone. Quest'ultima era ancora esistente intorno alla metà del Seicento, sul lato destro del tempio, decorata da affreschi e con un altare "tutto in porfido", come descritta nella Relazione Innocenziana, ma fu demolita nel XVIII secolo durante lavori di ristrutturazione. Nel 1669, come attesta una iscrizione nella controfacciata della chiesa, il convento fu restaurato con la sopraelevazione della navata, e riconsacrata dall'arcivescovo di Chieti Mons. Radulovich, che istituì una indulgenza di 40 giorni. 
Nell'epigrafe vi è lo stemma della famiglia Marini, con l'emblema dei Francescani. Altri lavori furono eseguiti nel 1692. I documenti delle Sante Visite dei vescovi di Chieti offrono varie informazioni sul convento: Nella visita di Mons. Cesare Busdrago del 1579 il convento era retto da frate Cesare Rosica di Guardia, la chiesa aveva 4 altari consacrati a Santo Stefano, San Giuseppe, Sant'Antonio di Padova, e quello maggiore. Nel 1650 la chiesa aveva ancora il soffitto voltato a crocieraNel 1717 fu realizzata una Platea dei beni del convento da frate Nicolò Colagreco, colui che scriverà una memoria manoscritta su Guardiagrele, assai contestata dagli storici moderni, per le sue informazioni non verificabili. Nella Platea si menzionano gli antichi altari di Santa Caterina, San Francesco, Sant'Antonio, con l'aggiunta di quelli di Santo Stefano e San Giuseppe, e poi quelli dell'Annunziata (fondata da Accursio Farina), dell'Assunta e S. Antonio abate (voluto da Domenico Rullo nel 1599).
L'altare  maggiore nel XVIII secolo fu rifatto utilizzando le pietre dell'altare medievale, e della cappella di San Leone che fu chiusa. Nel 1671 era menzionata anche la cappella di San Gaetano Thiene con un quadro. Nel 1692 era menzionato l'altare del Crocifisso, vicino l'altare maggiore, poi l'altare dell'Assunta di patronato della famiglia Scioli, mentre erano dismessi gli altari di Santo Stefano e San Giuseppe. Con i nuovi lavori di imbarocchimento della chiesa, lateralmente furono accolti 4 altari
Nel 1884 il portale romanico alterale del Duomo di Santa Maria di Guardiagrele, fu rimontato nel fianco laterale della chiesa. Con la soppressione piemontese del convento, i locali furono adibiti per magazzini comunali, sede del Municipio, e scuole. Nel 1779 il convento era stato già saccheggiato dai francesi durante lo scontro con Guardiagrele. Nel 1943-44 ci furono dei bombardamenti a Guardiagrele, che danneggiarono la chiesa, distruggendo l'organo antico di Adriano Fedri di Atri, presso l'altare maggiore.

## Descrizione

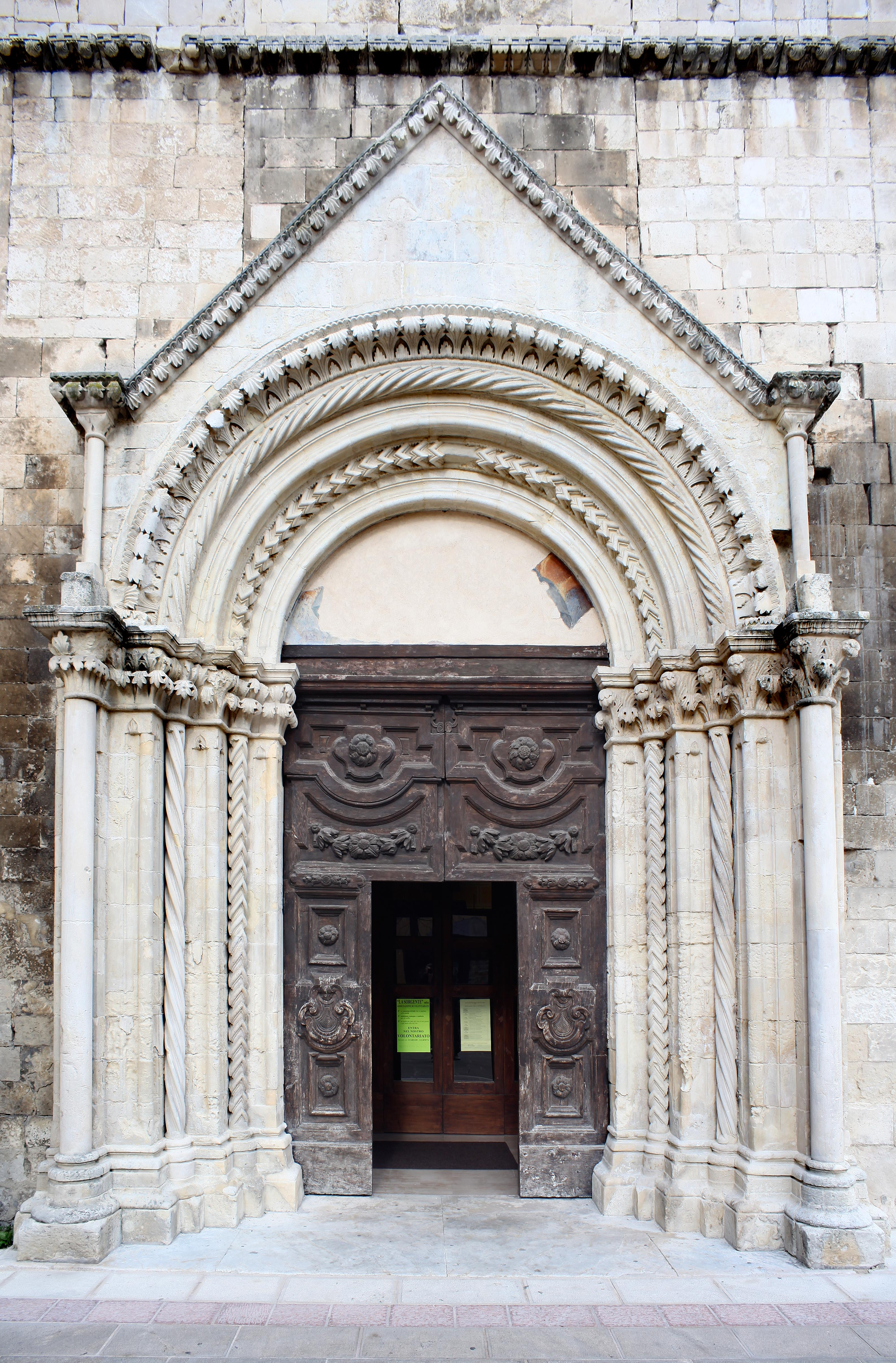
Il portale

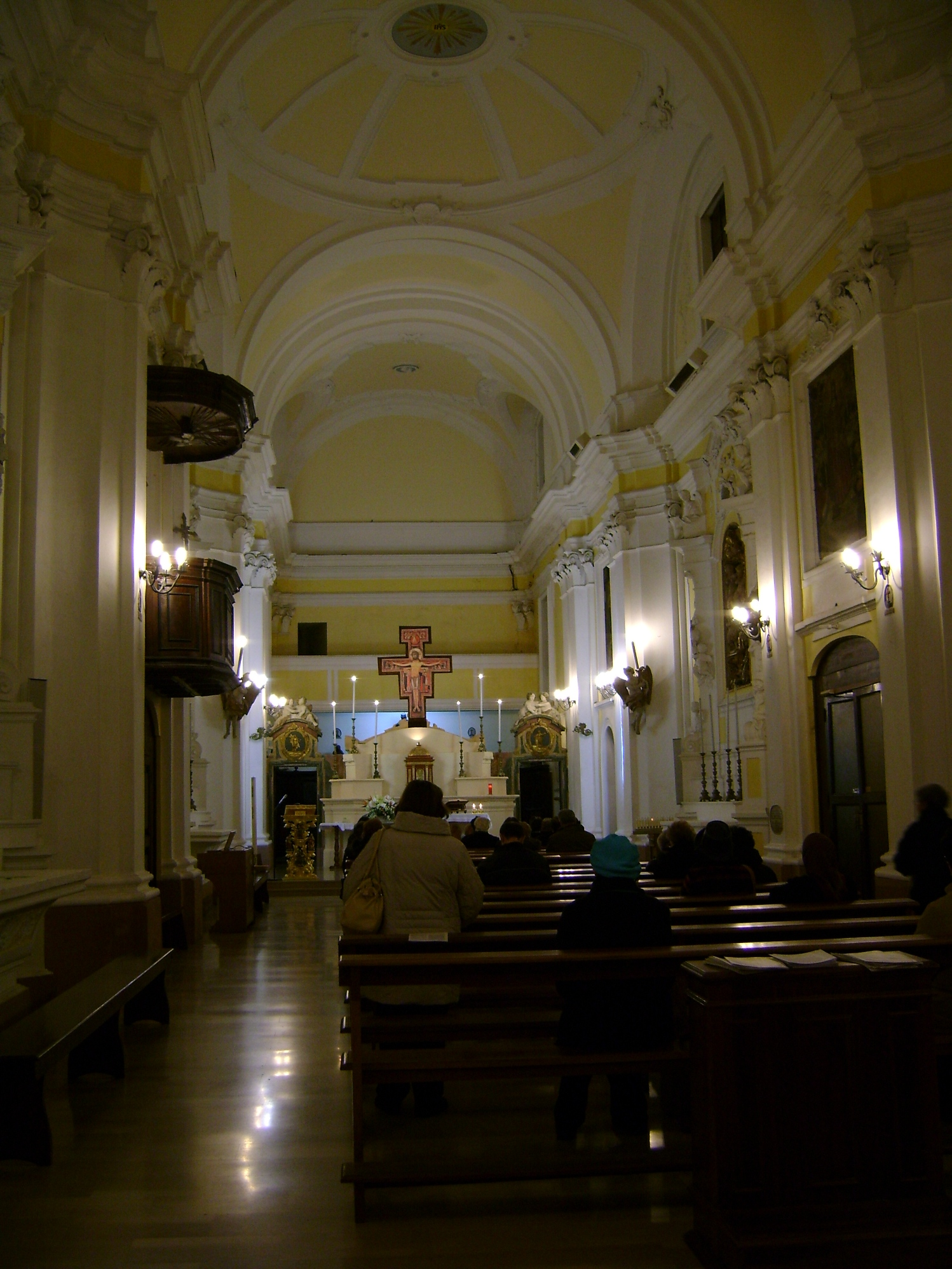
L'interno

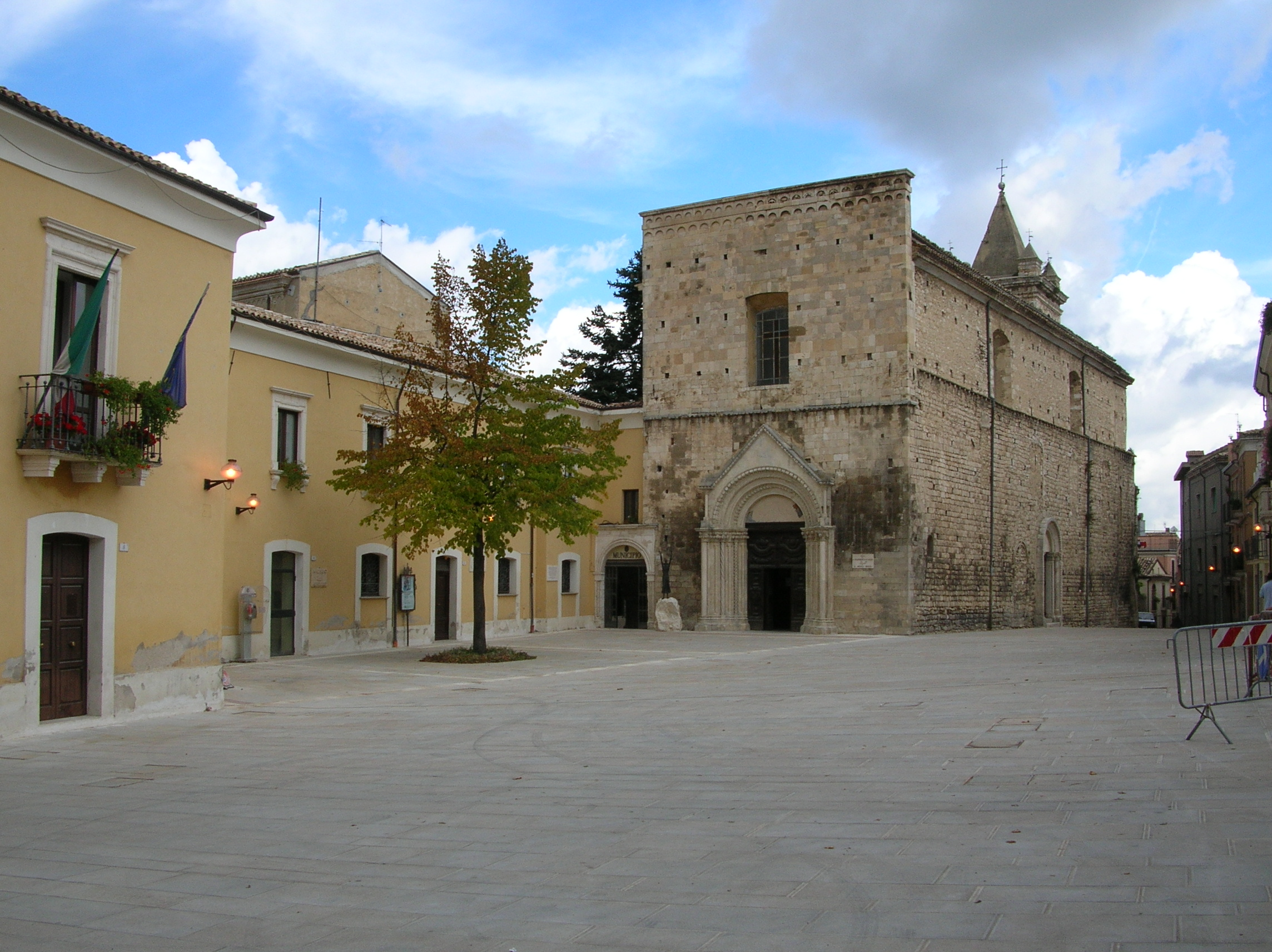
Il complesso del convento di San Francesco

### L'esterno
Le parti sopravvissute dell'antico edificio trecentesco sono costituite prevalentemente dalla facciata e dalla parte bassa del lato destro, fino alla cornice marcapiano. Sono riconducibili a successivi interventi la sostituzione dell'oculo con un finestrone rettangolare nella facciata e la chiusura delle monofore e del portale sul lato destro, con lo scopo di ampliare, arricchire e articolare le lavorazioni barocche all'interno. L'articolato portale d'ingresso principale, attribuito alla scuola trecentesca di Nicola Mancino di Ortona, è caratterizzato da briose decorazioni nell'archivolto, negli stipiti a fasci di colonne che si alternano tra lisce, a spina di pesce e a tortiglione e nei capitelli a fogliame ricurvo. Il portale, proveniente dalla chiesa di Santa Maria Maggiore, venne trasferito sul fianco della chiesa di San Francesco nel 1884. Si tratta di un portale romanico a tutto sesto del XIII secolo, con elementi vegetali. Negli anni Venti il portale maggiore, danneggiato dal tempo, è stato completamente restaurato da Felice Giuliante.
Il campanile è a torre in pietra quadrangolare, con una cuspide novecentesca piramidale. Accanto la chiesa si sviluppa il complesso del monastero, con il chiostro quadrangolare dotato di archi e campate voltate a crociera, il pozzo centrale, che fu chiuso nell'800, e i locali dei frati, adibiti a sede municipale, e a musei vari del Comune.

### L'interno
L'interno del tempio presenta uno stile tipicamente barocco, con sfarzosi elementi che valorizzano gli spazi. Accostati ai muri adiacenti all'ingresso vi sono due confessionali lignei scolpiti, risalenti al XVIII secolo, della bottega di Modesto Salvini di Orsogna. Nella controfacciata vi è una lunga iscrizione in latino che ricorda gli avvenimenti storici che hanno interessato la chiesa, posta sotto lo stemma francescano, riguarda sostanzialmente la riconsacrazione del 1692, dopo i lavori di restauro, con benedizione di Mons. Radulovich di Chieti.
Gli altari sono:
- Altare di San Francesco di Paola (primo da destra)
- Altare Immacolata Concezione (primo da sinistra)
- Altare di Sant'Antonio da Padova con bassorilievo (secondo a destra)
- Altare di San Francesco tra gli Angeli (secondo da sinistra)

Lungo i muri laterali si alternano  lesene e paraste, fra le quali vi sono altari minori in stucco, della scuola di Gian Girolamo Rizza e Carlo Piazzoli maestranze lombarde, con dipinti e statue lignee, quali la tela del 1604 raffigurante una Madonna con Bambino e Santi, commissionata dalla famiglia nobile De Sorte e un'Annunciazione, in cui appare lo stemma della famiglia Farina, di origine tardo cinquecentesca (di recente si è proposta l'attribuzione del dipinto a Sebastiano Ventura di Chieti, entrambe poste sulla parete sinistra. Sul lato opposto si trovano invece le tele della Vergine e di Santa Lucia e una scultura di legno dorato e dipinto che raffigura Sant'Antonio da Padova con angeli.
L'aula è divisa dal coro mediante una struttura di muratura a stucco, davanti alla quale è situato l'altare maggiore, in marmo rosso di Verona ornato da una teoria di bianchi archetti ogivali trilobati, che poggiano su colonnine tortili. Quest'ultimo potrebbe trattarsi dell'altare tutto di porfido appartenente all'antica cappella di San Leone, anche se questa ipotesi non è sostenuta da elementi risolutivi.
In una teca di vetro al di là del divisorio sono custodite le reliquie di San Nicola Greco, che ogni 25 anni lasciano la chiesa in occasione di una solenne processione per le vie della città. Altri elementi di pregio del tempio sono i dodici stalli del coro, realizzati in legno scolpito, con schienali a decorazione geometrica, distanziati dal tralci vegetali e terminanti con teste e sovrastati da busti di Sibille e dalla statua di Re David.

## Museo archeologico "Filippo Ferrari"

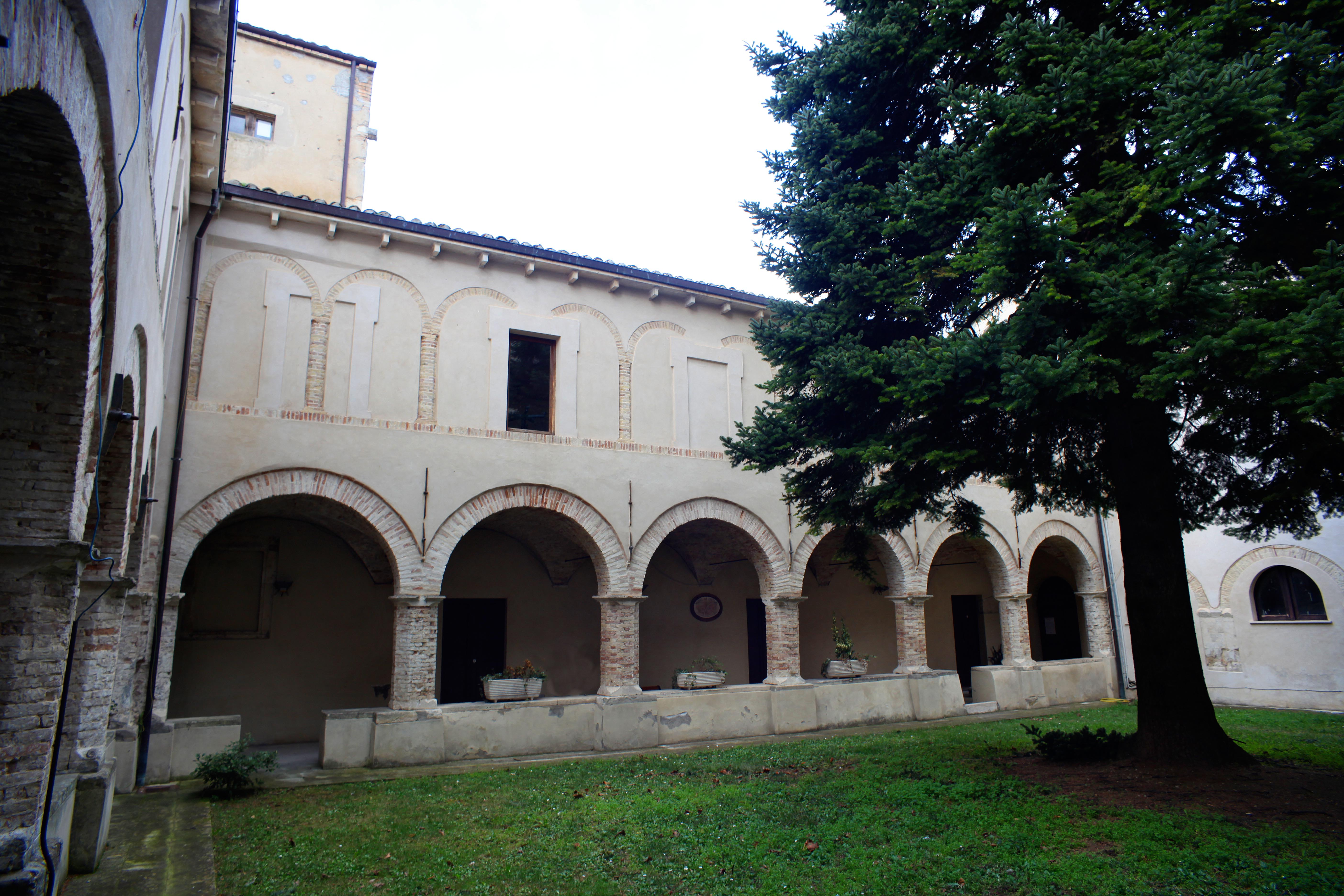
Chiostro del convento

Il museo si trova nella piazza della chiesa, a fianco il chiostro dell'ex convento. Fu aperto nel secondo dopoguerra, conservando gran parte del materiale rinvenuto nel 1913 dal prevosto della chiesa di Santa Maria, don Filippo Ferrari, presso la necropoli di contrada Comino. Oggi il museo si è arricchito di altre scoperte archeologiche rinvenute nelle località intorno Guardiagrele e Orsogna. 

### Altri musei
Il convento ospita altri musei di interesse, compreso il recente istituito Antiquarium medievale "Antonio Cadei", con materiale scultoreo proveniente da diverse chiese della città, specialmente dal Duomo, riferibile tra il XII e il XV secolo.